# Cirkus Brazil Jack

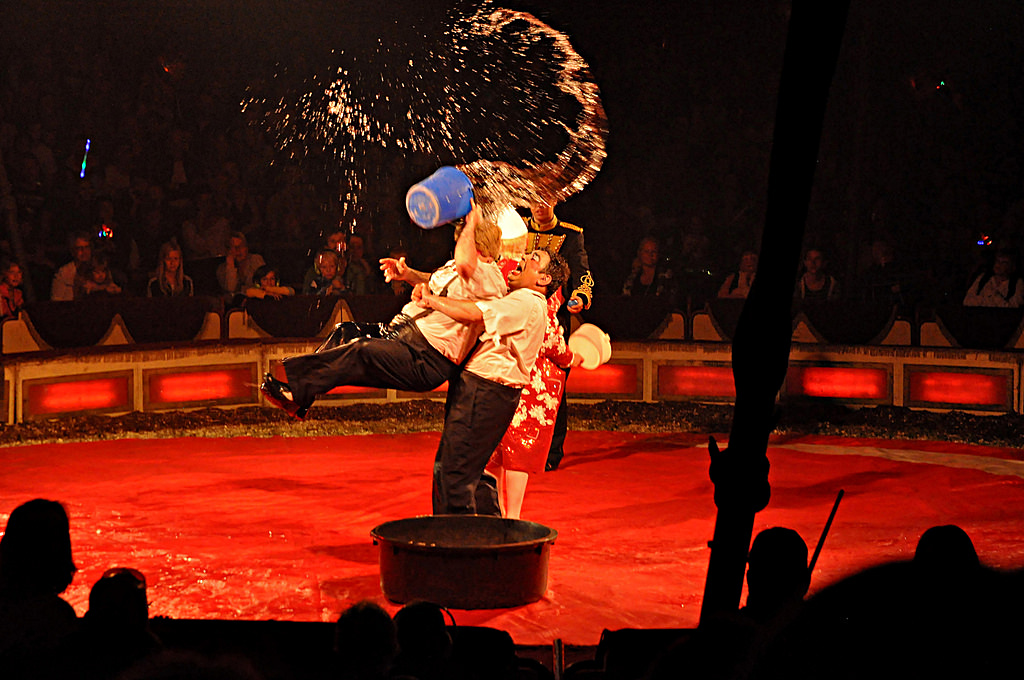
Clowner uppträder på Cirkus Brazil Jack

Cirkus Brazil Jack är en svensk cirkus ursprungligen grundad 1899 av Carl Rhodin, som även gick under artistnamnet Brazil Jack. Cirkusen leds idag av barnbarnsbarnet Trolle Rhodin III.
Cirkus Brazil Jack är världens äldsta turnerande cirkus.

## Den ursprungliga cirkusen
Familjen Rhodins cirkushistoria tog sin början år 1899 när Carl Rhodin, mer känd som Brazil Jack, startade Cirkus Brazil Jack inspirerad av de stora framgångarna för amerikanske Buffalo Bill och hans turné runt om i Europa med Buffalo Bill's Wild West Show 1887-1893. Därför ingick till en början på Cirkus Brazil Jack ofta stora westernpantomimer med bland annat överfall på diligenser med Rhodin i rollen som hjälten, som gjorde lassotrix, sköt prick, kastade kniv och så vidare. Han spelade även violin, sjöng kupletter, trollade och gjorde skuggbilder. Verksamheten växte snart till en av Skandinaviens mer framstående cirkusar och bytte småningom namn till Cirkus London.

## Den nuvarande cirkusen
År 1982 startade Rhodins barnbarn, tillika barn till cirkusdirektören Trolle Rhodin, syskonen Trolle Rhodin Jr, Carlo Rhodin och Diana Rhodin, den nya versionen av Cirkus Brazil Jack och hade ursprungligen mottot Cirkus som på farfars tid. Förutom traditionella cirkusföreställningar presenterades i början emellanåt även musikaluppsättningar som Annie Get Your Gun med Eva Rydberg i titelrollen och Teddy Rhodin som Sitting Bull. Även operasångaren och skådespelaren Toni Rhodin har i flera år varit verksam här som bland annat klassisk clown. Cirkusen turnerar årligen runt i Sverige och har sitt vinterkvarter på Mariedals gård i Malmö.
Med anknytning till sitt tidiga ursprung kallar sig Cirkus Brazil Jack för Sveriges nationalcirkus, även om Cirkus Maximum har registrerat den titeln som varumärke.
Sedan 2018 är Cirkus Brazil Jack en helt djurfri cirkus. Inga klassiskt vitsminkande clowner förekommer heller, istället figurerar komiska karaktärer i föreställningarna.